# السعدية (ديالى)
السعدية (بالكردية: سەعدیە، Sedîye‏) (بالتركمانية: قزلرباط، kizil ribat) مدينة عراقية وإحدى النواحي التابعة لقضاء خانقين ضمن محافظة ديالى. تحدها من الشمال ناحية جلولاء ومن الجنوب بحيرة حمرين. وتقع على الطريق العام بين بغداد وخانقين. يعود تاريخ الناحية إلى عصور قديمة ومن الاثار التي تدل على قدمها تل اثري في غاية الأهمية يعرف بـ تل سليمة التي ما زالت معالمه الأثرية واضحة للعيان. يسكن المدينة خليط متجانس من العرب والكرد والتركمان المتعايشين منذ مئات السنين،  كما یجيد اغلب ساكني المنطقة التحدث باللغات الثلاث العربية والكردية والتركمانية .

## التاريخ
كانت السعدية مركز مدينة السعدية الفرعية منذ العصر العثماني. استخدمت السعدية كمراعي شتوية من قبل قبائل الكلهور والسنجابي الكردية.
شكل الأكراد 50% من المدينة في تعداد 1947 و40.5% لعام 1957. شكل العرب 47.1% من السكان عام 1957 بينما شكل التركمان 12.4%. في تعداد عام 1965 شكل العرب الأغلبية بنسبة 58.4% بينما شكل الأكراد 24.7% والتركمان 9.6%. في تعداد عام 1977 ارتفع عدد السكان العرب إلى 90.2% بينما بلغ الأكراد والتركمان 5.1% و4% على التوالي. في عام 1987 شكل العرب 87.8% من السكان والأكراد 16.8% والتركمان 5.4% بينما كانت 83.1% للعرب و9.9% للكرد و7% للتركمان على التوالي عام 1997. تشير تقديرات أحدث إلى أن الأكراد شكلوا 38% عام 2003 و12% عام 2012.

## التسمية
كانت المدينة تُعرف باسم قزلرباط باللغة التركمانية وقد ذكر المؤرخون في اصل تسمية قزلرباط روايتان الأولى تتضمن قصة البنات اللائي كن يلعبن حول بئر في يوم شديد الريح فوقعن وغرقن في البئر فيكون معنى التسمية البنات اللائي غرقن اما الرواية الثانية تذكر سببا اخر لهذه التسمية فتقول بانها جاءت من وجود خان كبير في المدينة مبني بطابوق احمر على هذا الاساس فأن قزلرباط تعني الخان الأحمر.ومهما كان سبب هذه التسمية فأنها ظلت تطلق على المدينة حتى عام 1949 حيث قدم مؤلف كتاب (تاريخ العرب العسكري) العميد حسن مصطفى النقيب مذكرة إلى الحكومة العراقية وقتئذ مقترحا تغيير اسم المدينة إلى السعدية بسبب وقوع معركة تاريخية حاسمة بين المسلمين والفرس في المدينة بقيادة هاشم بن عتبة أحد قواد القائد العام لجيش القادسية سعد بن ابي وقاص فسميت المدينة منذ ذلك التاريخ بـ السعدية. كما ورد في بعض الكتب القديمة انه كان يطلق على المدينة اسم خسرو آباد.

## أعلام
- حسن نجم البياتي، شاعر ومترجم وأستاذ جامعي.
- سعد محمد رحيم، كاتب ومؤلف قصص.
- صلاح عبد الغفور، مطرب